# 107-й батальон шуцманшафта
107-й батальон шуцманшафта (нем. Schutzmannschaften nr 107) — польский батальон вспомогательной полиции, действовавший в годы Второй мировой войны на территории Волыни в генерал-губернаторстве Польши и частей Западной Украины. Создан из поляков Волыни в 1943 году во Владимире-Волынском. Подразделение насчитывало 450 поляков под немецким командованием. Подразделения 107-го польского батальона шуцманшафта не участвовали в боях на фронте, а в основном использовались на Волыни и Подолии как вспомогательная полиция.
В январе 1944 года личный состав, разоружив младших офицеров и немецких командиров, вошёл в состав 27-й дивизии Армии Крайовой.